# Xi meng ren sheng
Xi meng ren sheng (戲夢人生, "vida de somni") també coneguda pel seu títol internacional The Puppetmaster és una pel·lícula taiwanesa de 1993 dirigida per Hou Hsiao-hsien. La història va ser basada en les memòries de Li Tian-lu, el titellaire més cèlebre de la història de Taiwan, i transcorre entre l'any de naixement de Li, en 1909, fins al final de les cinc dècades d'ocupació japonesa de l'illa de Taiwan el 1945.
Aquesta pel·lícula és la segona dirigida per Hou dins d'una trilogia de pel·lícules històriques que inclou Beiqing chengshi (1989) i Hao nan hao nu (1995).

## Trama
Conta la història de Li Tian-du qui es converteix en aprenenta de titellaire a l'edat de vuit anys; al principi els seus espectacles es limiten a espectacles marionetistas tradicionals en petits pobles de muntanya, però lentament comença a fer-se una reputació a Taiwan fins a aconseguir portar els seus espectacles fins a Taipei.
En el procés ha de bregar amb el govern japonès que demanda que posi les seves habilitats al servei de la propaganda imperialista durant l'ocupació japonesa de Taiwan a la Segona Guerra Mundial, creant espectacles per als oficials japonesos a fi d'augmentar la moral. Així les seves funcions comencen a incloure dramatitzacions de combats contra forces de l'exèrcit estatunidenc, amb miniatures d'avions de combat i efectes especials variats.
Durant la pel·lícula escenes retratant la infantesa i joventut de Li són intercalades amb espectacles de marionetes i amb seqüències del veritable Li Tian-lu. parlant directament a la cambra, contant anècdotes sobre la seva vida, els seus sofriments, i el seu esforç per sobreviure; tot amb un to oscil·lant entre fatalisme i humor.

## Repartiment

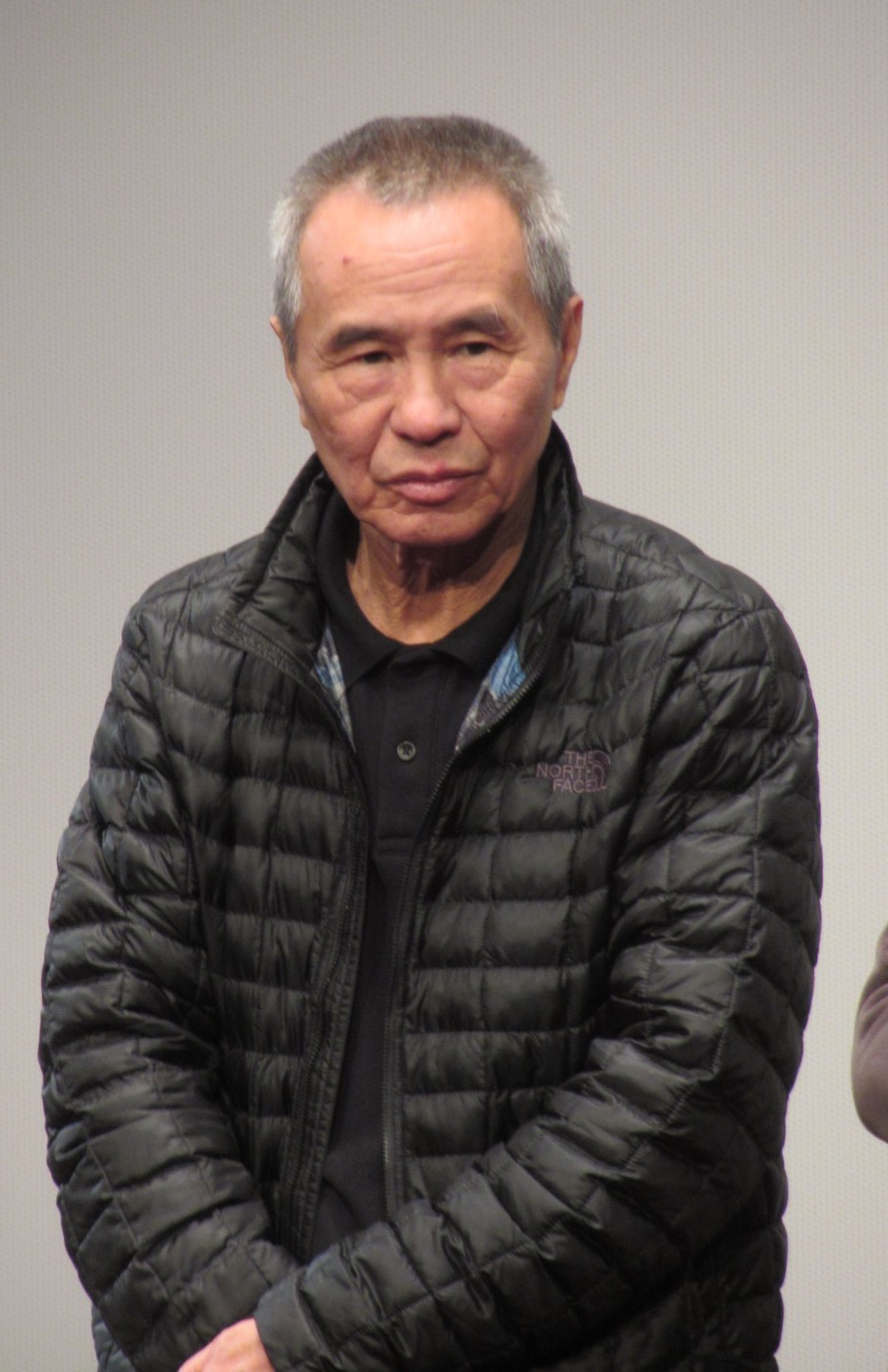
Director Hou Hsiao-Hsien.

| Actor         | Paper                |
| ------------- | -------------------- |
| Li Tian-lu    | Ell mateix           |
| Lim Giong     | Li Tian-lu (Jove)    |
| Tsai Chen-nan | Ko Meng-dang (Pare)  |
| Yang Lai-Yin  | Lai Hwat (Madrastra) |
| Vicky Wei     | Lei Tzu              |

## Recepció
Xi meng ren sheng és considerada per molts com una obra mestra del cinema mundial. En una enquesta del British Film Institute del 2012 per a la revista Sight and Sound, set crítics i tres directors ho van nomenar una de les pel·lícules més grans mai fetes.
La pel·lícula compta amb una qualificació de 100% de crítiques positives en el lloc web Rotten Tomatoes, amb una mitjana de 8,4/10. J. Hoberman de The New York Review of Books, en la seva retrospectiva sobre el treball de Hou Hsiao-Hsien va descriure la pel·lícula com a brillant "demostrant un profund i original sentit el cinema com a manera d'explorar el passatge del temps".

## Premis
La pel·lícula va guanyar el Premi de Jurado al 46è Festival Internacional de Cinema de Canes i el Premi FIPRESCI al Festival Internacional de Cinema d'Istanbul. La pel·lícula va ser la primera pel·lícula taiwanesa a competir dins del Festival de cinema de Canes.